# كراش نيترو كارت
كراش نيترو كارت (بالإنجليزية: Crash Nitro Kart)، أُصدرت في اليابان باسم كراش بانديكوت: باكُسوه! نيترو كارت (クラッシュバンディクー：爆走！ニトロカート Kurasshubandikū: Bakusō! Nitorokāto، حرفياً، "كراش بانديكوت: انفجار! نيترو كارت) هي لعبة فيديو سباقات صدرت في 2003 وطُوِّرت من قبل فكيريوس فيجنيز ويونيفرسال إنتراكتيف ستوديوز (مع كونامي في الإصدار الياباني) للبلاي ستيشن 2، نينتندو غيم كيوب، إكس بوكس، غيم بوي أدفانس وإن-غيج. نسختا وحدة التحكم المنزلية وجيم بوي أدفانس أُصدرتا في أمريكا الشمالية في 11 نوفمبر 2003، في أوروبا في 28 نوفمبر 2003، في أستراليا في 4 ديسمبر 2003؛ وفي اليابان في 8 يوليو 2004 للبلاي ستيشن 2 ونينتندو جيم كيوب و26 أغسطس 2004 لنسخة جيم بوي أدفانس. أعيد إصدار نسخة البلاي ستيشن لسلسلة سوني غريتست هيتس في ديسمبر 2004 وللسلسلة البلاتينية في 27 أغسطس 2004. أعيد إصدار نسخة الإكس بوكس لسلسلة بلاتينوم فاميلي هيتس في 2005. نسخة الإن-جايج من اللعبة أُصدرت في أوروبا في 30 يونيو 2004 وفي أمريكا الشمالية في 28 يوليو 2004. أُصدرت نسخة الهاتف الجوال في 20 سبتمبر 2004. أعيد إصدار نسخة البلاي ستيشن 2 في مجموعة الأقراص الثلاثة «حزمة أكشن كراش بانديكوت» (مع كراش توين سانيتي وكراش تاج تيم ريسينغ) في الولايات المتحدة في 12 يونيو 2007 وفي أوروبا في 20 يوليو 2007.
اللعبة هي الإصدار التاسع في سلسلة كراش بانديكوت، تتمة غير مباشرة لـكراش تيم ريسينغ وأول لعبة بأساس فيديو حركة كاملة في السلسلة. تتمركز قصة اللعبة حول اختطاف كراش بانديكوت، مع شخصيات أخرى في السلسلة، من قبل الدكتاتور القاسي الإمبراطور فيلو السابع والعشرين. مهدداً بتدمير الأرض إن رفضوا، أجبرهم جميعهم على السباق في كوليسيومه الضخم لإمتاع رعيته. تلقت كراش نيترو كارت آراء مختلطة، مع آراء متفاوتة من نسخة لأخرى. نسخة وحدة التحكم المنزلية تلقت آراءً راضية بشكل عام. رفض نقاد اللعبة كسباق سيارات عادي، لكنهم علقوا بإيجاب على نظامها لـ«زحلقة القوة». حصلت نسخة الجيم بوي أدفانس على آراء أفضل قليلاً من نسخة وحدة التحكم. في حين كانت الآراء على نسخة الإن-جايج متوسطة، مع اتجاه أغلبية الانتقادات لـ«الرؤية النفقية» للعبة.

## طريقة اللعب
كراش نيترو كارت هي لعبة سباقات فيها يتحكم اللاعب بشخصيات من عالم كراش بانديكوت، معظمهم يتسابقون بواسطة سيارات الكارت. أثناء التسابق، يمكن للاعب أن يتسارع، ينعطف، يعود للخلف، يفرمل، يقفز أو يستعمل أسلحة أو تزويدات بالعصا والأزرار التناظرية لأداة تحكم اللعبة. توجد أربعة أنواع متمايزة من الصناديق متناثرة في مضامير وحلبات كراش نيترو كارت. «صناديق الأشياء» مؤشرة بعلامة استفهام (؟) وعادة ما تكون في مجموعة رباعية. يمكن للاعب الحصول على سلاح أو تزويدة بالقيادة خلال صندوق أشياء وتحطيمه. يمكن للاعب حمل سلاح واحد أو تزويدة واحدة فقط في الوقت نفسه. «صناديق المُضاعِف» مؤشرة بـ"X" وعادة ما توجد في بقع يصعب الوصول لها في المضمار. هذه الصناديق الخاصة تحتوي على ثلاث تكرارات من سلاح أو تزويدة محددين. «صناديق وومبا» غير مؤشرة وتحتوي على «فاكهة وومبا» التي تقوي أسلحة اللاعب وتزويداته إن حصل على عشر منها. «صناديق التنشيط» مؤشرة بعلامة تعجب (!) ولاتعطي اللاعب أي شيء عندما يقود خلالها؛ عوضاً عن ذلك، فهي تقوم بتنشيط فخ لإبطاء المتسابقين الآخرين أو سطح اندفاع.
الاندفاع جزء مهم في طريقة لعب كراش نيترو كارت. عندما يندفع اللاعب، ستنطلق سيارته مؤقتاً أسرع بقليل من سرعتها القصوى العادية. يُحصَل على الاندفاعات بالقيادة فوق سطوح اندفاع متناثرة حول المضامير، ضخ الغاز عند خط البداية، وإمساك زر الغاز في الوقت المناسب عند إطلاقه في المضمار. توجد تقنية أخرى مستعملة للاندفاع تدعى «زحلقة القوة». للقيام بزحلقة قوة، يمسك اللاعب أحد الأزرار الكتفية للقيام بقفزة والانعطاف قبل هبوط الكارت. أثناء الانزلاق، يظهر «مقياس اندفاع» منحنٍ بجانب سيارة اللاعب. عندما يتحول المقياس من الأخضر إلى الأحمر، يضغط اللاعب الزر الكتفي المعاكس للحصول على اندفاع. كلما ارتفع مقياس الاندفاع، كان الاندفاع أقوى.

### صيغ السباق
كراش نيترو كارت تبرز ست صيغ سباق: المغامرة، اختبار وقت السباق، اختبار وقت الدورة، سباق سريع، سباق الفريق وبطولة الكأس. بعض الصيغ مشاجرة عامة، وبينما يمكن لعب الأخرى كفريق. «صيغة المغامرة» هي لعبة بلاعب واحد يجب على اللاعب فيها السباق في كل المضامير والحلبات في اللعبة وجمع أكبر قدر ممكن من الكؤوس، الآثار، مفاتيح الزعماء، رموز CNK والجواهر. الهدف من الفوز في كل السباقات في العوالم الخمسة المختلفة وكسب حرية الشخصيات التي يلعب بها من المستبد الإمبراطور فيلو السابع والعشرين. عالم اللعبة المحوري هو كوليسيوم فيلو، الذي منه يستطيع اللاعب الوصول إلى أي من العوالم الخمسة الأخرى عبر بوابات خاصة. معظم هذه البوابات مقفلة في البداية؛ يجب على اللاعب إكمال السباقات في عالم واحد ليستطيع الوصول للعالم التالي. أثناء وجوده في عالم، يمكن للاعب الوصول لسباق عن طريق قيادة الشخصية المختارة في «سطح السحب». بعد الفوز في سباق، يستلم اللاعب كأساً. عندما يستلم اللاعب الكؤوس الثلاثة جميعها، سيكون اللاعب قادراً على السباق ضد بطل ذلك العالم، الذي يؤدي دور شخصية زعيم. إذا تمكن اللاعب من هزيمة بطل العالم، سيتنازل البطل عن مفتاح عالم. يسمح هذا للاعب بتشغيل الصيغ الخاصة لذلك العالم وتفتح الوصلة للعالم التالي.
الصيغ الخاصة من كل سباق تحتوي على «سباق الأثر»، «تحدي CNK»، «حلبة البلورة» و«كؤوس الجواهر». في سباق الأثر، يجب على اللاعب السير في مضمار بمفرده وإكمال ثلاث دورات في أسرع وقت ممكن. لمساعدة اللاعب، «صناديق الوقت» موزعة في أنحاء المضمار. عندما يقود اللاعب الشخصية خلال صندوق وقت، يتوقف الوقت بحسب عدد الثواني المشار إليها على الصندوق. إذا حطمت جميع صناديق الوقت في مضمار ما، فإن الوقت النهائي سيقل عشر ثوانٍ. يفوز اللاعب بأثر عند هزيمة الوقت المشار إليه على الشاشة. تحدي CNK يُلعب كسباق عادي، باستثناء أن اللاعب يجب عليه أيضاً جمع الحروف سي، إن وكيه المخفية في المضمار. إذا استطاع اللاعب جمع الحروف الثلاثة جميعها والحلول في المركز الأول، يُقدَّم له «رمز CNK». هذه الرموز تأتي بأربعة ألوان مختلفة. إذا جمع اللاعب أربعة رموز من نفس اللون، سيكون اللاعب قادراً على الوصول إلى كأس الجوهرة ذات نفس اللون. كؤوس الجواهر هي بطولات سباقات تقام ضد متنافسين بتحكم حاسوبي، ويمكن الوصول إليها من خلال بوابة خاصة في كوليسيوم فيلو. إذا فاز اللاعب بأحد الكؤوس، فإنه سيحصل على جوهرة. عندما يجمع اللاعب جميع الكؤوس، مفاتيح العالم والآثار، سيكون اللاعب قادراً على السباق ضد الإمبراطور فيلو في مضمار السباق الخاص به. إذا استطاع اللاعب هزيمة فيلو في هذا السباق، يفوز باللعبة.
«اختبار وقت السباق» هو صيغة بلاعب واحد حيث يحاول اللاعب تسجيل أفضل وقت على أي واحد من المضامير في اللعبة. ليس هناك لاعبون آخرون لعرقلة اللاعب، ولا صناديق حاملة للأشياء متاحة لمساعدة اللاعب. عندما ينتهي السباق ذو ثلاث الدورات، يستطيع اللاعب تخزين «شبح»، إعادة لذلك السباق. في المرة التالية التي يتم الدخول فيها للمضمار في هذه الصيغة، يمكن للاعب تحميل الشبح، سامحاً للاعب والآخرين بتحدي الشبح في سباق. إذا أنهى اللاعب كلاً من المضامير في وقت قياسي، سيستطيع اللاعب المنافسة ضد أشباح الشخصيات الزعيمة للعبة. «اختبار وقت الدورة» مثل اختبار وقت السباق باستثناء أن اللاعب يستابق لوضع أفضل وقت لدورة واحدة حول المضمار. عندما تنتهي دورة، «شبح» اللاعب (إعادة للدورة التي أُكملت للتو) سيظهر. متى ما سُجل وقت أفضل للدورة، يُستبدّل الشبح القديم بالشبح الأسرع. في «السباق السريع»، يختار اللاعب شخصية، مضمار ويتسابق. يمكن للاعب ضبط مستوى مهارة الحاسوب وعدد الدورات.
في «سباق الفريق»، يتعاون اللاعب مع زميل بتحكم الحاسوب للفوز بسباق. عندما يكون اللاعب وزميله بمقربة من بعضهما البعض، يرتفع «عداد الفريق». عندما يمتلئ عداد الفريق، يمكن للاعب تنشيط «جنون الفريق»، حيث يحصل فيه اللاعب وزميله على وصلة مؤقتة لأسلحة وتزويدات لا محدودة. في «بطولة الكأس»، يتنافس اللاعب ضد متسابقين آخرين في ثلاثة مضامير مختلفة. عند نهاية المضمار، يحصل المتسابق في المركز الأول على تسع نقاط، المتسابق في المركز الثاني يحصل على ست نقاط، الثالث يحصل ثلاث نقاط، الرابع يحصل على نقطة واحدة؛ أما البقية فلا يحصلون على أية نقاط. عندما تنتهي ثلاث السباقات، يفوز المتسابق ذو النقاط الأعلى. هذه الصيغة مع «السباق السريع» هما الصيغتان الوحيدتان اللتان يمكن لعبهما بأكثر من لاعب بشري واحد.

### صيغ المعركة
في صيغ المعركة، بدلاً من التسابق على مضامير، ينطلق اللاعب في حول ساحات معارك مع جمعه للأسلحة ومهاجمته للخصوم. توجد خمس صيغ معركة في كراش نيترو كارت. كل صيغة يمكن لعبها بلاعبين إلى أربعة لاعبين. في «المعركة المحدودة»، الهدف هو مهاجمة الخصوم بأسلحة وأفخاخ مع تجنب هجمات يطلقها الخصوم. يمكن جمع الأسلحة الهجومية والدفاعية بتحطيم صناديق خاصة. يمكن ضبط حد للنقاط والوقت من قِبل اللاعب قبل بدء اللعبة. أي من يحصل على نقاط كافية أو يحصل على نقاط كافية عند انتهاء الوقت يفوز. هذه الصيغة يمكن لعبها كمشاجرة عامة أو كفرق. في «آخر كارت باقية»، يتنافس اللاعبون حتى تنفد حيواتهم. يخسر المتنافس حياة كل مرة يُصاب بسلاح أو خطر أو يسقط في حفرة. المتنافس تنفد حيواته يتم إقصاؤه. كما يشير العنوان، فآخر كارت تبقى يفوز صاحبها. هذه الصيغة يمكن لعبها كمشاجرة عامة أو كفرق.
في «إمساك البلورة»، يجب على المتنافسين القتال لجمع كل البلورات في الساحة. عندما يُهاجَم متنافس، تسقط بعض البلورات التي جمعها، مما يسمح للمتنافسين بسرقتها. هذه الصيغة يمكن لعبها كمشاجرة عامة أو كفرق. في «أمسك العلم»، يحاول كل فريق الإمساك بعلم الفريق الآخر وإعادته إلى علمه. يجب على اللاعبين الانطلاق إلى جانب خريطة الخصم والمرور فوق علم الخصم لأخذه. بعد ذلك يجب عليهم الاتجاه نحو قاعدة علمهم لتسجيل نقطة من العلم الذي أمسكوه. العلم الذي سُرق يمكن إسقاطه إن أُصيب السارق بأي سلاح. الأعلام المسروقة التي أُسقِطت يمكن إلى قاعدتها. بسبب وزن الأعلام، فإن أية كارت مع علم سوف تقل سرعتها. تنتهي اللعبة عندما ينفد الوقت أو يحصل فريق على نقاط كافية. هذه الصيغة يمكن لعبها فقط كفرق. «اسرق الباكون» هي صيغة أخرى من «أمسك العلم» حيث فيها فريقان يتقاتلان على علم واحد موضوع في وسط الساحة. يجب على الفريقين محاولة أخذ العلم وإيصاله إلى قاعدتيهما.

## الحبكة

### الشخصيات
تُبرز كراش نيترو كارت ما يقارب سبعاً وعشرين شخصية، منها ست عشرة شخصية يمكن اللعب بها. الشخصيات الست عشرة مقسمة إلى أربعة فرق من أربعة كل فريق يقود سيارات كارت بلون مماثل.
«فريق بانديكوت»، الذين يقودون سيارات كارت زرقاء، بقيادة كراش بانديكوت، البطل العنواني للسلسلة. الكارت الخاصة به مؤدية من جميع النواحي بتسارع استثنائي. كوكو بانديكوت، أخت كراش الصغرى والعبقرية، برمجت عجلات الكارت خاصتها لموازنة سرعتها بشكل أفضل، محسنة قدرة الكارت خاصتها على الالتفاف. كرانش بانديكوت، فرد في عائلة بانديكوت من اختراع الدكتور نيو كورتيكس لتدمير كراش في الأصل، يقود كارت ذات زخم وسرعة مدهشين لكن بتسارع بطيء. كراش المزيف، نسخة ناقصة من كراش، يصيل متاحاً كشخصية يمكن اللعب بها إذا أدى اللاعب 50 اندفاعة سرعة متتالية على أي مضمار في صيغة المغامرة كعضو من فريق كورتيكس.
«فريق كورتيكس»، الذين يقودون سيارات كارت حمراء، بقيادة دكتور نيو كورتيكس، عدو كراش اللدود والشرير الرئيسي في السلسلة. مثل كراش، كورتيكس يقود كارت متفوقة في التسارع. دكتور إن. جين، الذراع اليمنى للدكتور نيو كورتيكس، هو عبقري ميكانيكي يقود كارت متخصصة في القدرة الالتفافية. تايني تايغر، أكثر أتباع الدكتور نيو كورتيكس إخلاصاً، هو عملاق ضخم يقود كارت ذات سرعة قصوى عالية مثل كرانش. دكتور نيفاريوس تروبي، سيد الوقت المنصب شخصياً، يصير متاحاً كشخصية يمكن اللعب بها إن هزم اللاعب شبح تروبي في كل المضامير بعد تحطيم الأرقام القياسية السابقة في صيغة اختبار وقت السباق.
«فريق أوكسايد»، الذين يقودون سيارات كارت صفراء، بقيادة الخصم الرئيسي في كراش تيم رسينغ - نايتروس أوكسايد. أتباعه، زام وزيم، يصيران متاحين كشخصيتين يمكن اللعب بهما إذا فاز اللاعب بالجوهرتين البنفسجية والخضراء على الترتيب في صيغة المغامرة. «فيلو الحقيقي»، الهيأة التي يظهر عليها الإمبراطور فيلو في نهاية صيغة المغامرة، هو جزء من فريق أوكسايد، ويصير متاحاً كشخصية يمكن اللعب بها عند فوز اللاعب بصيغة المغامرة مرتين: مرة كفريق بانديكوت وأخرى كفريق كورتيكس.
«فريق ترانس»، الذين يقودون سيارات كارت خضراء، بقيادة إن. ترانس، سيد التنويم المنصب شخصياً الشبيه بالبيضة. دينغودايل وبولار، اللذين نومهما إن. ترانس، يصيران متاحين كشخصيتين يمكن اللعب بهما عند فوز اللاعب بالجوهرتين الحمراء والزرقاء على الترتيب في صيغة المغامرة. بورا، الذي نومه إن. ترانس أيضاً، يصير متاحاً عندما يقوم اللاعب بأداء 50 اندفاعة سرعة متتالية على أي مضمار في صيغة المغامرة كعضو من فريق بانديكوت.
الخصم الرئيسي في القصة، الإمبراطور فيلو السابع والعشرون، هو الحاكم الواثق، المتسلط، المتنمر والمزدري لمجرته الخاصة؛ يهدد بتدمير الأرض إن رفض فريقا كراش وكورتيكس المنافسة في دورته المجرية. فيلو هو شخصية الزعيم الأخير في اللعبة ويتسابق إلى جانب مستشاريه اللذين يضعان تدابير هجومية لإبطاء اللاعب. يسبق فيلو أربع شخصيات زعماء يمتلكون «مفاتيح العوالم» المطلوبة للسباق ضد فيلو. بالترتيب، الزعماء هم كالتالي: كرانك، مخلوق ضخم يشعر بأن الأرض نسخة من كوكبه الأم، ويتسابق لإثبات أي الكوكبين هو الأفضل؛ ناش، مخلوق معدل جينياً شبيه بالقرش صُنِع ليتحرك دائماً؛ نورم، ممثل إيماء شبيه بالعفريت يتسابق إلى جانب نسخة أكبر وأبغض من نفسه؛ وغيري، آلي مهووس بالمثالية كما هو مهووس بالنظافة.

### القصة
على الأرض، كراش بانديكوت وأصدقائه يرتاحون بينما عدوهم، دكتور نيو كورتيكس، يفكر في مسار عمله التالي بشأن هزيمة البانديكوت والسيطرة على العالم. فجأة، كلتا المجموعتين اختُطِفتا من قبل ضوء أبيض غامض أخذهما إلى كوليسيوم كبير في مكان ما في مجرة أخرى. هذه المجرة يحكمها الإمبراطور فيلو السابع والعشرون، الذي يخطط لجعل المجموعتين تتسابقان من أجل إمتاع رعيته. وعد الأرضيين بأن الفوز في السباقات سيُربِحهم حريتهم، وهددهم بتدمير الأرض إن رفضوا التسابق. بعد قبول كلا الفريقين للتحدي، وضح فيلو بأن المتسابقين سيتنافسون في أربعة عوالم من اختياره، ووعد بسباق ضد البطل المجري إن هُزِم أبطال تلك العوالم. عند هزيمة أبطال تيرا، بارين، فينومينا وتيكني، يذهب المتسابقون الأرضيون لمواجهة البطل المجري، الذي اتضح أنه الإمبراطور فيلو نفسه. يهزم المتنافسون فيلو، لكنه يرفض إرسالهم إلى الأرض. عندما طالب المتسابقون الأرضيون غاضبين بسباق آخر، قبل فيلو باستعداد، بشرط أن يجمع المتسابقون الأرضيون كل آثار الوقت. فيلو يخسر مجدداً أمام المتسابقين الأرضيين وحرفياً ينفجر في ثورة غضبه، كاشفاً نفسه بأنه بزة آلية تتحكم بها نسخة صغيرة من نفسه شبيهة بالعفريت.
الأحداث التالية تُحدَّد بأي الفريقين اختاره اللاعب. إن فاز كراش، كوكو أو كرانش بالسباق، فإن فيلو، بعد فقدانه لنفوذه على رعيته، يتخلى باكتئاب عن إمبراطوريته للبانديكوت. كراش يفكر بأن يصير الإمبراطور التالي للمجرة، لكنه يقرر عكس ذلك ويعيد السيطرة لفيلو مقابل إعادة البانديكوت إلى الأرض. إن فاز نيو كورتيكس، إن. جين أو تايني بالسباق، فإن فيلو يكافح كورتيكس من أجل امتلاك صولجانه، لكن تايني يوقفه. كورتيكس يستعمل قوى الصولجان محاولاً العودة إلى الأرض، لكن الصولجان ينكسر ويرسل كورتيكس، إن. جين وتايني إلى تيرا بدل ذلك. عند مقابلتهم للسكان الأصليين (جميعهم مشابهون لكرانك)، أصلح تايني الصولجان ونتيجة لذلك، قُدِّس كملك، مما سبب انزعاج كورتيكس.

## التطوير
كانت اللعبة معنونة مؤقتاً كراش تيم ريسينغ 2 في طور ما قبل الإنتاج. صممت شخصيات اللعبة بواسطة خبير السلسلة تشارليس زيمبيلاس، بينما صممت البيئات من قبل جو بيرسون (خبير آخر في السلسلة)، جون نيفاريس، ألان سيمونز ودي دافييز. صمم سيارات الكارت بيري زومبوليس جونيور وأندي لوميرسون. مع إدراك أن مشاهد فيديو الحركة الكاملة قد صارت النموذج الجديد لألعاب الفيديو الحديثة، قررت يونيفرسال إنتراكتيف أن كراش نيترو كارت ستكون أول لعبة في سلسلة كراش بانديكوت المبرزة لتلك السينمائيات. مشاهد كراش نيترو كارت كانت من إنتاج استوديوهات ريد آي؛ مرحلة ما قبل الإنتاج للمشاهد قامت بتوليها إيبوك إنك. سيناريو المشاهد كان من كتابة دان تانغواي. فنانو الاستوديو الثمانية أربعة أشهر لصنع 32 دقيقة من السينمائيات ما قبل المقدَّمة. طور التحريك الحقيقي كان من المخطط له أن يُكمَل خلال 15 أسبوعاً، منهاراً إلى ما يقارب خمس لقطات يومياً أو 15 ثانية من التحريك كل يوم لكل فنان. النسخ داخل اللعبة لنماذج الشخصيات بُنيت باستعمال ثري دي إس ماكس وزودت بإعدادات حركية معكوسة كاملة، أهداف متحولة وخرائط نسيج UV بواسطة فيكاريوس فيجنز. هذه النماذج لم يكن من الممكن تدوريها مباشرة إلى السينمائيات بسبب دقتها المنخفضة للتفاعل البصري في الوقت الواقعي. بدل ذلك، عمل فنانو ريد آي من الرسومات المبدئية لفيكاريوس فيجنز واستعملوا «مايا» من إلياس سستمز (التي كانت أكثر مألوفية لدي الفنانين) لزيادة تفاصيل نماذج الشخصيات ال27 في اللعبة، بمن فيهم شخصية كراش بانديكوت.
مع إعطائهم مهمة إنشاء شخصيات طاقم كراش نيترو كارت في فيديوهات الحركة الكاملة، وضع فنانو استوديوهات ريد آي قواعد محددة لكيفية حمل كل شخصية نفسية افتراضياً. كرسام حركة، نوه توماس هاب، «إن. جين، مثلاً، سيكون وضعه الافتراضي دائماً مضطرباً، نظرات جانب لجانب، بينما تايني سيقوم بحك رأسه غالباً وهو محتار. كانت هناك الكثير من المشاهد حيث الشخصيات واقفون فقط يستمعون لحديث الإمبراطور فيلو، وكان علينا اختراع طرق لتخصيص طرقهم المميزة وخلق 'شخصية تفكر' بشكل فريد.» للحصول على ألوان وأنسجة واضحة ومشبعة بعمق للشخصيات والبيئات، استعمل الرسامون مايا إضافة إلى أدوبي فوتوشوب وكوريل بينتر. في حين تبنى الرسامون العديد من الإعدادات والركائز في السينمائيات من للنظائر داخل اللعبة، فقد أعادوا ابتكار أغلب هذه الأشياء من الصفر لإضافة السريالية إلى المشاهد. أُكمِلت السينمائيات جيداً مقدماً في الموعد الأخير من أربعة أشهر. نسخة وحدة التحكم من كراش نيترو كارت أُعلِنت من قبل فيفندي يونيفرسال قبل معرض الترفيه الإلكتروني في 2003، بينما أُعلن عن نسخة الإن-جايج في 16 فبراير 2004.
موسيقى اللعبة التصويرية أُلِّفت من قِبل أشيف هاكيك وتود ماستين من وومب ميوزك، بينما كان التصميم الصوتي من نيو ميديا أوديو، شركة تابعة لتكنيكولور كرييتف سرفسز. تم التعاقد مع ماستين لإنشاء الموسيقى من أجل اللعبة بعد مغادرة فيكاريوس فيجنز والعودة إلى كاليفورنيا من نيويورك. اعتماداً على أبحاثه في سلسلة اللوحة الصوتية لسلسلة كراش بانديكوت «الممكن تمييزها بشكل كبير»، أدرج ماستين أدوات نغمية طرقية عديدة في موسيقى كراش نيترو كارت. استعمل ماستين بتوسع برنامج ريزن حديث الإصدار ذاك الوقت لبربلهيد سوفتوير في تأليف موسيقاه من أجل اللعبة، جاعلاً كراش نيترو كارت أولى موسيقى رقمية بالكامل لماستين. كانت يونيفرسال إنتراكتيف راضية جداً بالموسيقى التي ألفها ماستين حتى أنه قد طُلِب منه ريمكس لقرص موسيقى تصويرية مخصصة كجزء من صفقة حزمة خاصة مع وول مارت؛ كراش نيترو كارت هي لعبة الفيديو الثانية من تأليف ماستين لاستلام إصدار موسيقى تصويرية. اللعبة أيضاً بين الأوليات في دعم صيغة 5.1 سراوند ساوند.
طاقم التمثيل الصوتي للعبة يتألف من كلانسي براون كدكتور نيو كورتيكس وأوكا أوكا، ميل ونكلر كأكو أكو، كيفن مايكل ريتشاردسون ككرانش بانديكوت ومستشار فيلو، ديبي ديريبيري ككوكو بانديكوت وبولار، ستيفن بلوم كالإمبراطور فيلو السابع والعشرين وكراش بانديكوت، بيلي ويست كناش وزام، دوايت شولتس كدينغودايل وكراش المزيف، مارشال آر. تيغ ككرانك، جون ديماغيو كتايني تايغر، مايكل إنساين كدكتور نيفاريوس تروبي، كوينتون فلين كإن. جين ونايتروس أوكسايد، أندريه سوغليوتزو كنورم وزيم، بول غرينبرغ كغيري وبورا وتوم بوردون كإن. ترانس ومستشار فيلو.

## الاستقبال
| استقبال |                                                                                 |
| --- | ------------------------------------------------------------------------------- |
| الدرجات الإجمالية المجموع نقاط غيم رانكينغز (ج.ب.أ.) 69.71% [ 33 ] (بي.إس.2) 67.02% [ 34 ] (إكس بوكس) 65.98% [ 35 ] (ج.ك.) 63.19% [ 36 ] (إن-ج.) 58.56% [ 37 ] ميتاكريتيك (ج.ب.أ.) 77/100 [ 38 ] (إكس بوكس) 70/100 [ 39 ] (بي.إس.2) 69/100 [ 40 ] (ج.ك.) 66/100 [ 41 ] (إن-ج.) 64/100 [ 42 ] نتائج المراجعة نشرة نقاط إلكترونك غيمينغ مونثلي 5.67/10 [ 43 ] يورو غيمر 7/10 [ 44 ] فاميتسو 27/40 [ 45 ] غيم إنفورمر 7/10 [ 46 ] غيم برو 4.5/5 [ 47 ] غيم سبوت (ج.ب.أ.) 7.8/10 [ 48 ] 7.5/10 [ 49 ] [ 50 ] [ 51 ] (إن-ج.) 6.9/10 [ 52 ] غيم سباي (بي.إس.2) 2/5 [ 53 ] (إن-ج.) 1.5/5 [ 54 ] غيم زون (بي.إس.2) 8.5/10 [ 55 ] (إن-ج.) 6.5/10 [ 56 ] آي جي إن (إن-ج.) 8.2/10 [ 57 ] (ج.ب.أ.) 7.8/10 [ 58 ] 7.4/10 [ 59 ] [ 60 ] [ 61 ] نينتندو باور (ج.ك.) 3.4/5 [ 62 ] (ج.ب.أ.) 3.3/5 [ 63 ] نينتندو ورلد ريبورت 6.5/10 [ 64 ] مجلة بلاي ستيشن الرسمية (الولايات المتحدة) 7/10 [ 65 ] مجلة إكس بوكس الرسمية (الولايات المتحدة) 8.3/10 [ 66 ] مجلة بلاي B- [ 67 ] بي.إس.إم. 8/10 [ 68 ] تيم إكس بوكس 8.1/10 [ 69 ] |                                                                                 |
| الدرجات الإجمالية |                                                                                 |
| المجموع | نقاط                                                                            |
| غيم رانكينغز | (ج.ب.أ.) 69.71% (بي.إس.2) 67.02% (إكس بوكس) 65.98% (ج.ك.) 63.19% (إن-ج.) 58.56% |
| ميتاكريتيك | (ج.ب.أ.) 77/100 (إكس بوكس) 70/100 (بي.إس.2) 69/100 (ج.ك.) 66/100 (إن-ج.) 64/100 |
| نتائج المراجعة |                                                                                 |
| نشرة | نقاط                                                                            |
| إلكترونك غيمينغ مونثلي | 5.67/10                                                                         |
| يورو غيمر | 7/10                                                                            |
| فاميتسو | 27/40                                                                           |
| غيم إنفورمر | 7/10                                                                            |
| غيم برو | 4.5/5                                                                           |
| غيم سبوت | (ج.ب.أ.) 7.8/10 7.5/10 (إن-ج.) 6.9/10                                           |
| غيم سباي | (بي.إس.2) 2/5 (إن-ج.) 1.5/5                                                     |
| غيم زون | (بي.إس.2) 8.5/10 (إن-ج.) 6.5/10                                                 |
| آي جي إن | (إن-ج.) 8.2/10 (ج.ب.أ.) 7.8/10 7.4/10                                           |
| نينتندو باور | (ج.ك.) 3.4/5 (ج.ب.أ.) 3.3/5                                                     |
| نينتندو ورلد ريبورت | 6.5/10                                                                          |
| مجلة بلاي ستيشن الرسمية (الولايات المتحدة) | 7/10                                                                            |
| مجلة إكس بوكس الرسمية (الولايات المتحدة) | 8.3/10                                                                          |
| مجلة بلاي | B-                                                                              |
| بي.إس.إم. | 8/10                                                                            |
| تيم إكس بوكس | 8.1/10                                                                          |

## وصلات خارجية
- كراش نيترو كارت على موقع IMDb (الإنجليزية)
- (بالإنجليزية) صفحة أكتيفيجن على كراش نيترو كارت نسخة محفوظة 12 أغسطس 2011 على موقع واي باك مشين.
- *Activision's page on Crash Nitro Kart نسخة محفوظة 12 أغسطس 2011 على موقع واي باك مشين.